# Laussabach (Enns, Losenstein)
Der Laussabach ist ein Gebirgsfluss in den oberösterreichischen Voralpen im Bezirk Steyr-Land.
Der im Oberlauf Koglerbach genannte Fluss entspringt im Gemeindegebiet von Laussa bei der Prücklermauer. Er fließt durch Laussa und mündet nordwestlich von Losenstein in die Enns.
Der Fluss darf nicht mit dem ebenfalls im Bezirk Steyr-Land befindlichen gleichnamigen Laussabach verwechselt werden, der in seinem gesamten Verlauf die Grenze zwischen den Bundesländern Oberösterreich und Steiermark bildet und bei Altenmarkt bei Sankt Gallen in die Enns mündet.